# Canadys Station
Canadys Station Power Plant (dt. Kraftwerk Canadys) ist ein ehemaliges Kohlekraftwerk im Colleton County in South Carolina.
Östlich von Canadys am Edisto River errichtet, ging das Kraftwerk 1962 in Betrieb. Es bestand aus insgesamt drei Kraftwerksblöcken mit einer Gesamtleistung von 450 Megawatt (MW):
- 2 × 125 MW
- 1 × 200 MW

Außerdem umfasste die Anlage jeweils drei Kühltürme, Turbinengebäude, Dampfkessel und Kohlenbunker in einem ähnlichen Größenverhältnis. Jeder Kraftwerksblock hatte einen etwa 61 m hohen Schornstein.
2012 verkündete die Betreibergesellschaft South Carolina Electric and Gas, seine kleinsten und ältesten Anlagen stilllegen oder auf Gas umrüsten zu wollen. Dazu gehörten auch die drei Blöcke in Canadys. Zunächst wurde nur ein Block vom Netz genommen, Ende 2013 wurde dann doch das ganze Kraftwerk stillgelegt. In den folgenden Jahren wurde die Anlage abgerissen.

## Eisenbahnanschluss
Die Eisenbahngesellschaft Atlantic Coast Line Railroad baute eine 9,8 Meilen (etwa 15,7 km) lange Anschlussbahn von Stokes zum Kraftwerk, die von der Hampton and Branchville Railroad betrieben wurde. 1986 übernahm diese die Strecke über eine Tochtergesellschaft, die zwei Jahre später wieder in die Muttergesellschaft integriert wurde. Nach der Stilllegung des Kraftwerkes  wurde der Betrieb im Dezember 2012 eingestellt.